# FSO Polonez
FSO Polonez byl osobní vůz střední třídy vyráběný v letech 1978–2002 automobilkou Fabryka Samochodów Osobowych (FSO). Celkem vzniklo 1 061 807 Polonezů v mnoha verzích. Karoserii podle tvrzení komunistického Polska navrhl Giorgetto Giugiaro.

## Vývoj
FSO Polonez byl nástupce vozu Polski Fiat 125p, jehož výrobu měl do roku 1982 zcela nahradit.

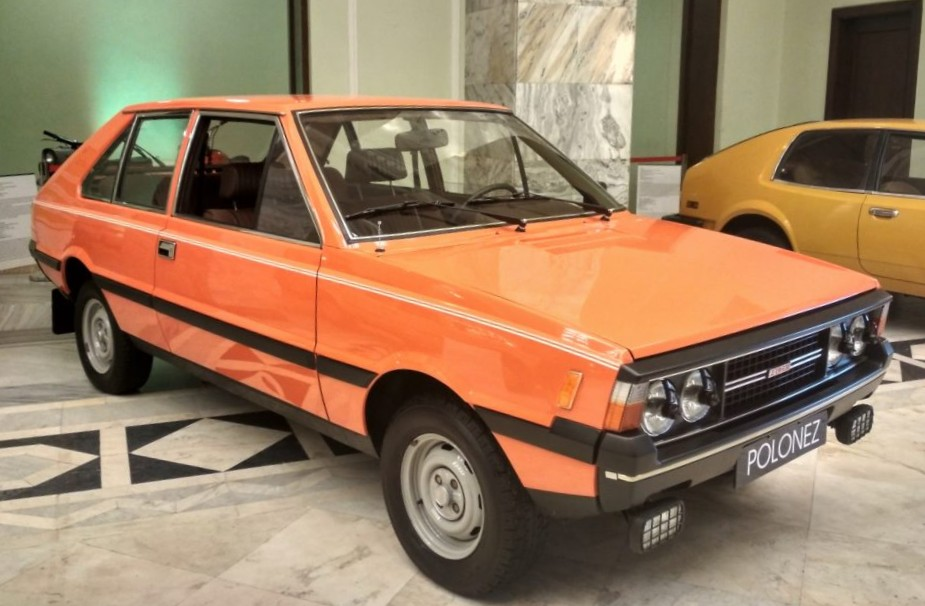
třídveřový Polonez

Původní smlouva zaručovala FSO modernizaci Fiatu 125p. Pouhý rozsáhlý facelift Fiat 125 Polonia od Fiat Centro Stile vedení komunistického Polska na konci roku 1972 odmítlo. V lednu 1974 požádalo Fiat o výraznější změny. Bylo upoutáno velkolepým prototypem liftbacku Fiat ESV 2000 Libbre z projektu Fiat European Safety Vehicle (Evropský bezpečný vůz), který byl představen v březnu 1973. Jeho adaptací na podvozkové skupiny Fiatu 132 v rámci projektu X1/34, ze kterého by vznikl Fiat 134, zřejmě pracoval Giorgetto Giugiaro. Italská automobilka ovšem vůz odmítla. Na přizpůsobení konstrukci Fiatu 125p následně polskému týmu pod vedením Zbigniewa Watsona pomáhal tehdejší zaměstnanec Fiat Centro Stile Walter de Silva. V roce 1975 vznikly koncepty sedanu, tudoru a kupé FSO 125PN (Polacco Nuova – Polski Nowy), které byly odeslány do Polska, kde sloužily jako vzor pro Polonez.

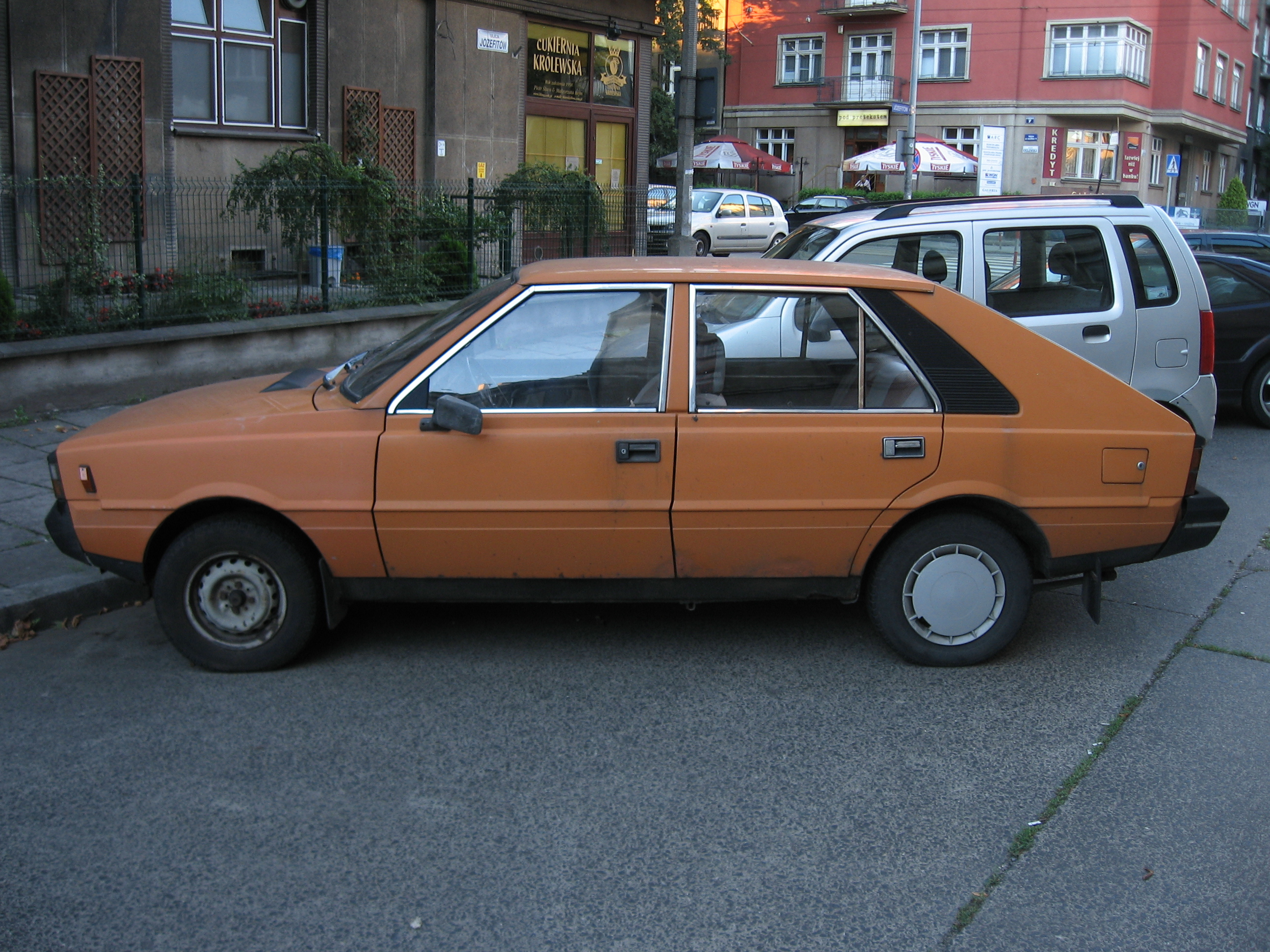
FSO Polonez MR'83

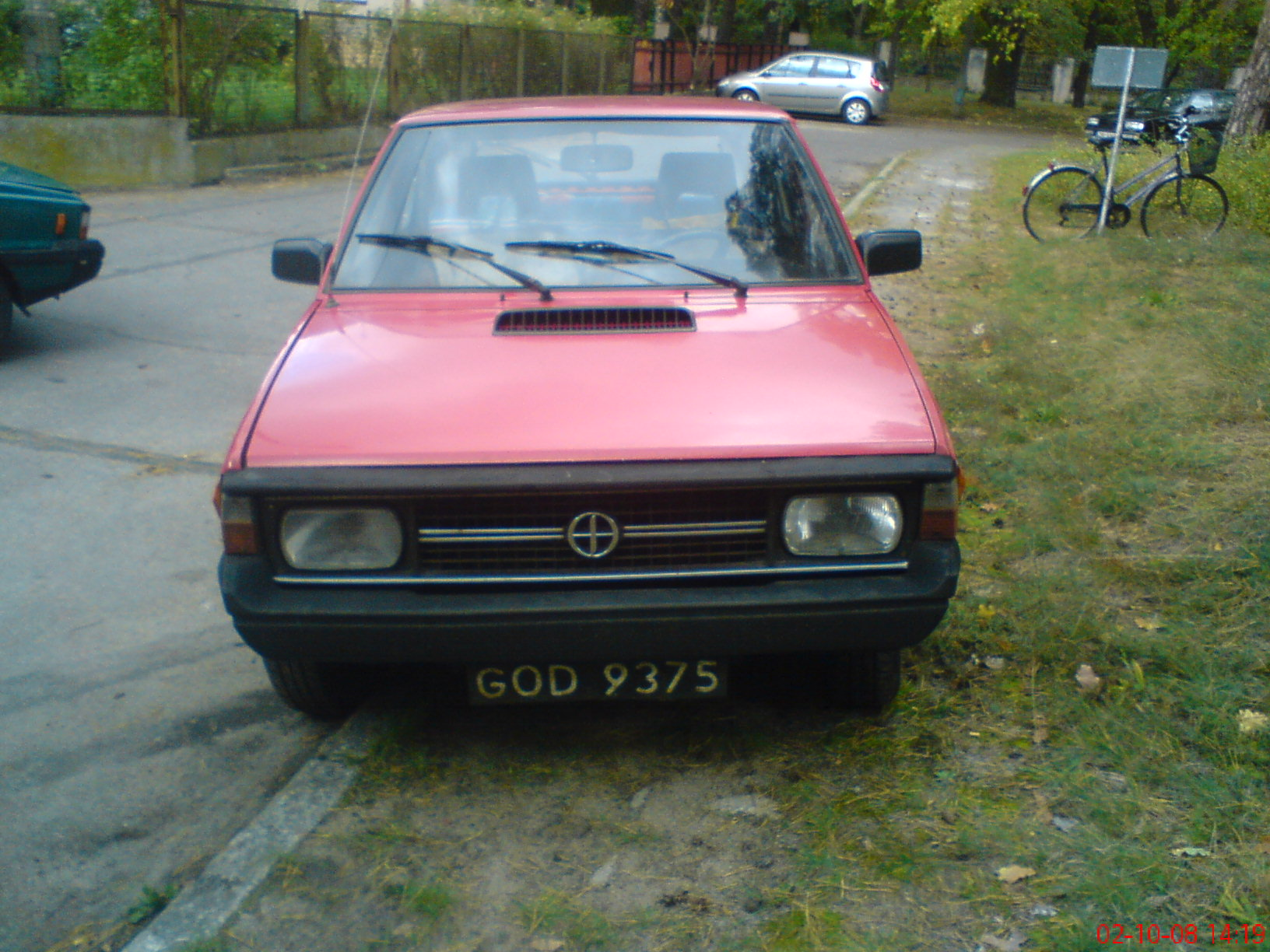
FSO Polonez MR'83

Polonez tak byl karosářsky moderní liftback, ovšem s podlahovou deskou, hnacím ústrojím, podvozkovou skupinou a interiérem z Fiatu 125p z roku 1967, který je převzal z ještě staršího Fiatu 1300/1500 z roku 1961. Měl však prostornější interiér a estetičtější zpracování. Jeho rozměrná karoserie s velkým zavazadlovým prostorem splňovala i velmi přísné americké předpisy pro pasivní bezpečnost ještě před jejich zmírněním a vůz byl příliš těžký.

## Výroba a prodej

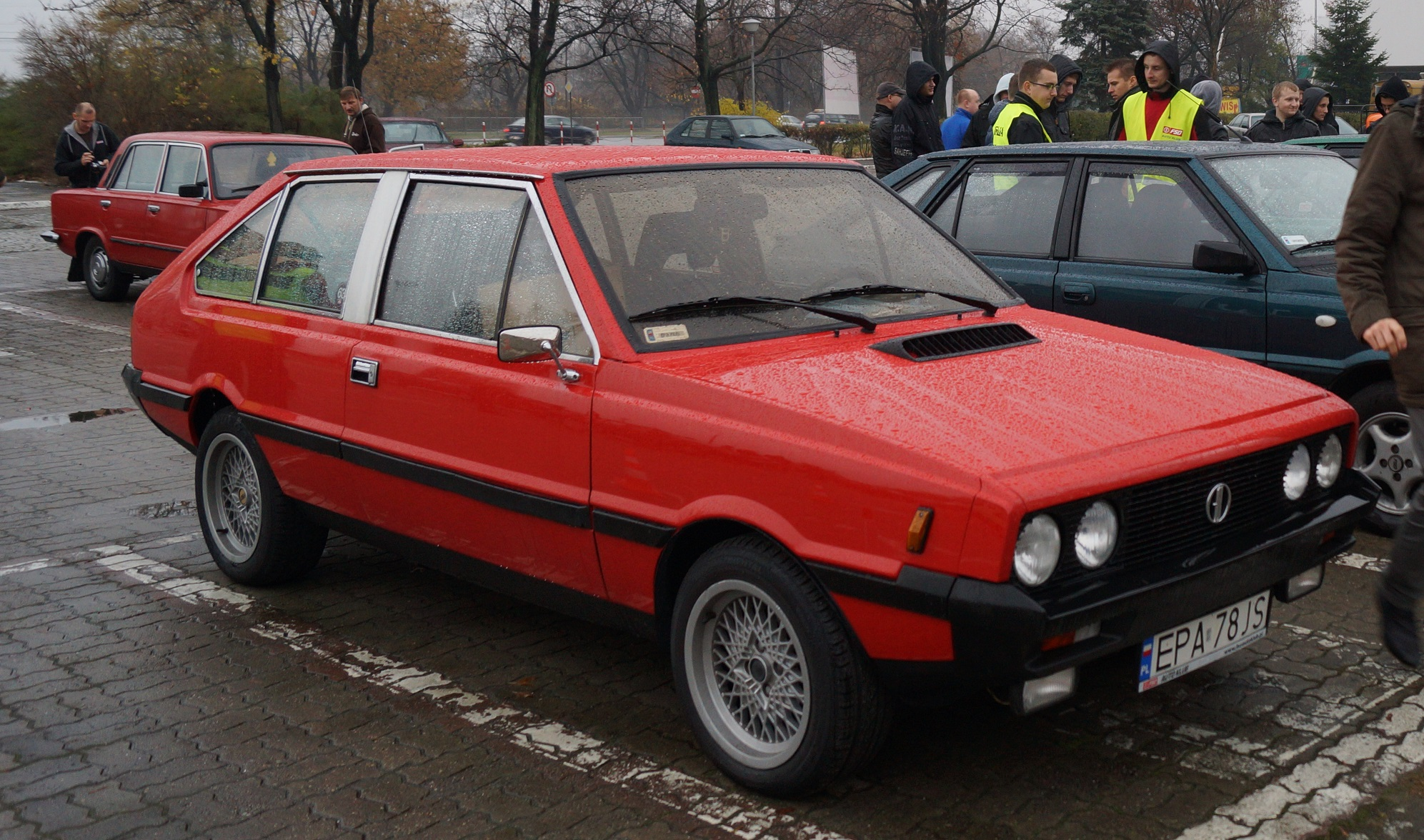
Polonez Coupe

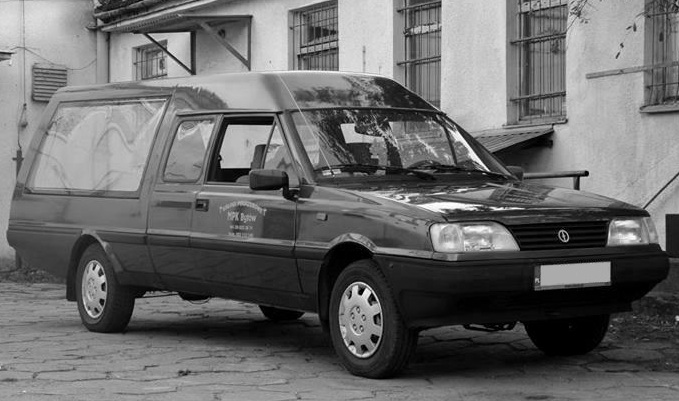
Polonez, pohřební úprava

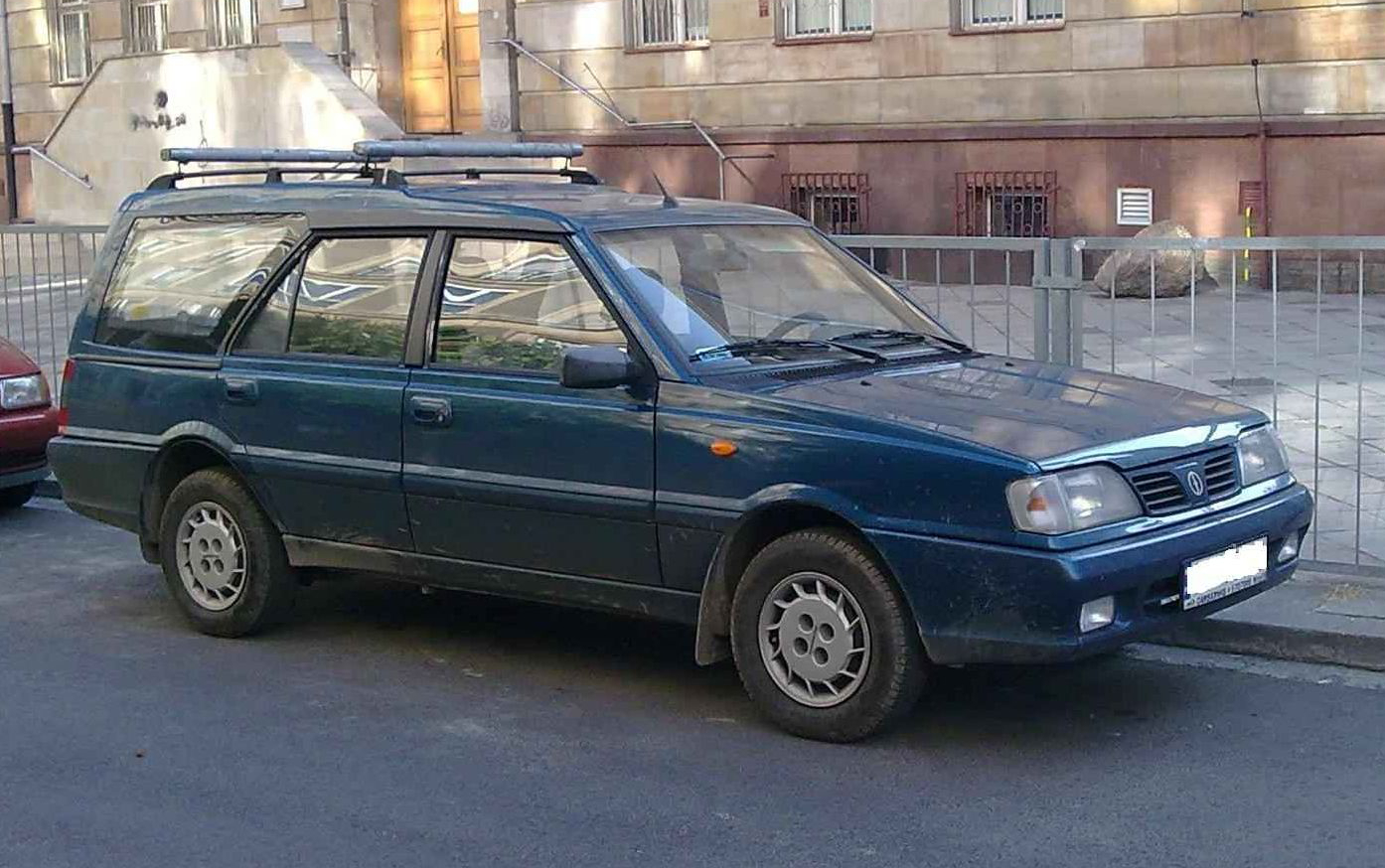
Polonez Kombi

První Polonez sjel z výrobní linky v květnu 1978. Optimistická nálada z vysokých prodejů typu Fiat 125p vedla k velkorysým plánům výroby až 160 000 vozů Polonez na upraveném zařízení ročně. V další etapě měl být poháněn DOHC motory Fiatu 132 objemu 1,6, 1,8 nebo 2,0 litry.

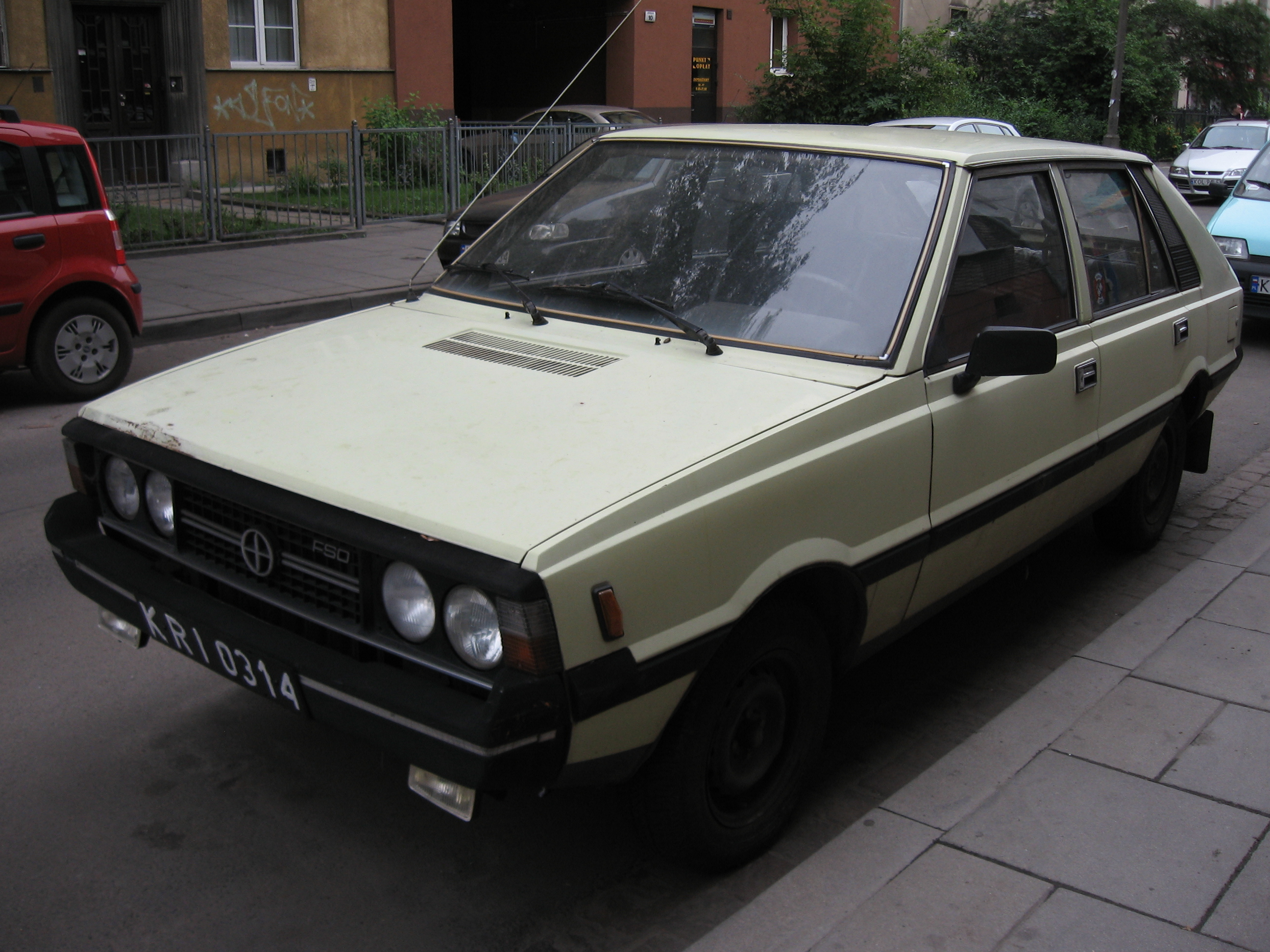
Polonez MR'78

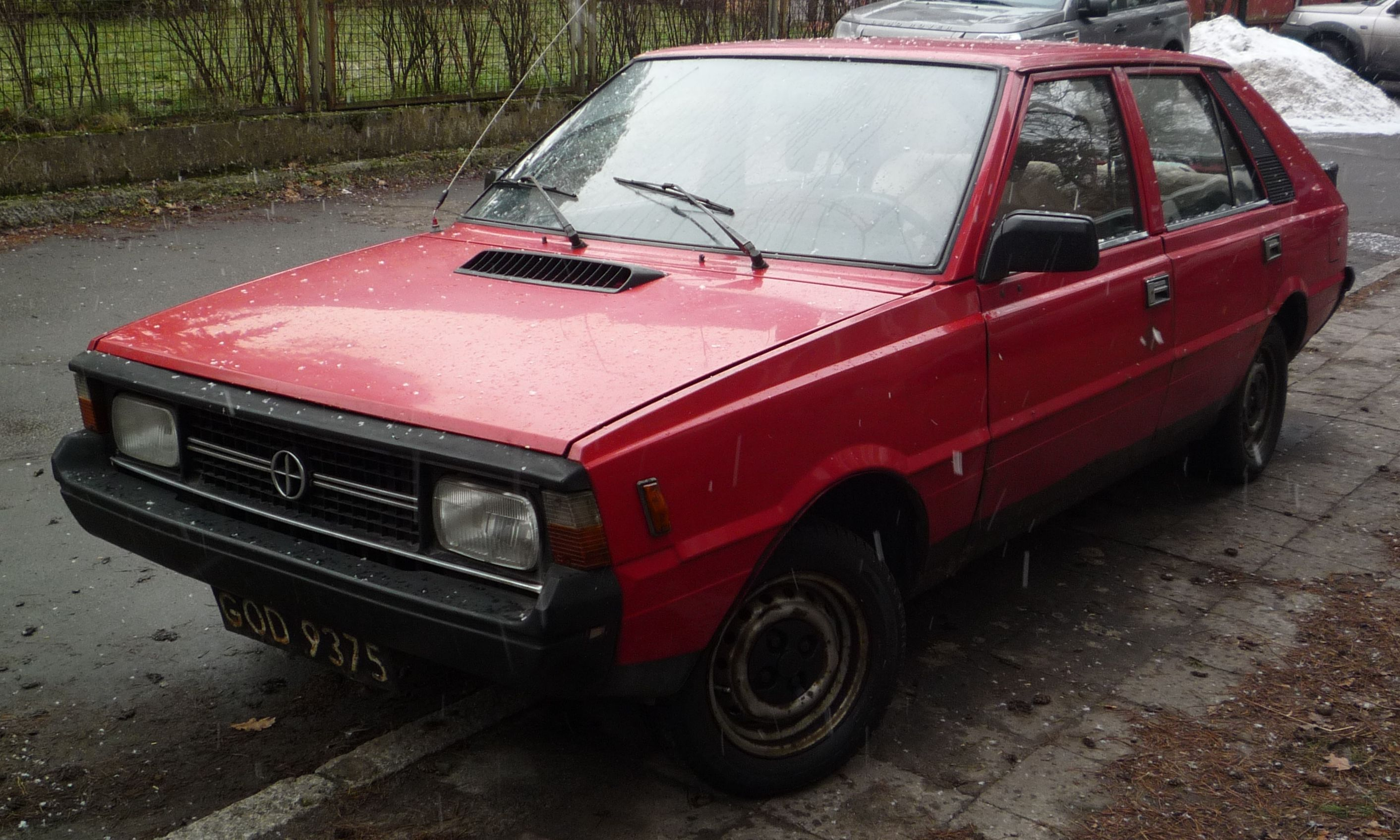
Polonez MR'87

Plánované výroby se nikdy ani vzdáleně nedosáhlo. Vůz nebyl vyhlíženě úspěšný v motorsportu. Účinná neplacená reklama v zahraničních časopisech se na rozdíl od Fiatu 125p nekonala. Vývoz na západní trhy nesplnil očekávání. Název Polonez, evokující jméno vznešeného polského tance Polonéza, posílil sebevědomí obyvatel Polska. Rozsáhlé komunity Poláků na Západě ale nechal při výběru nového vozu chladné. Prakticky neznámé FSO se nevyplatilo ani opuštění světoznámé značky Fiat, která dřív vozy Polski Fiat na Západě prodávala a budování vlastní nákladné dealerské sítě Polonez. Pro polský trh byly vyráběny také verze se sníženým kompresním poměrem dovolující spalování benzínu s nižším oktanovým číslem.

V roce 1980 byla zahájena výroba třídveřové verze, která měla coby nepatrně lehčí, výrobně méně nákladný a levnější Polonez nahradit Fiat 125p. Kvůli nízkým prodejům byla ale brzy zastavena. Investice do její výroby se nevrátily. Ani investice do výroby kupé Polonez 1500 Coupe z roku 1982, které mělo širší B-sloupek a hubenější C-sloupek než třídveřový Polonez a ještě více delší boční dveře a okna.

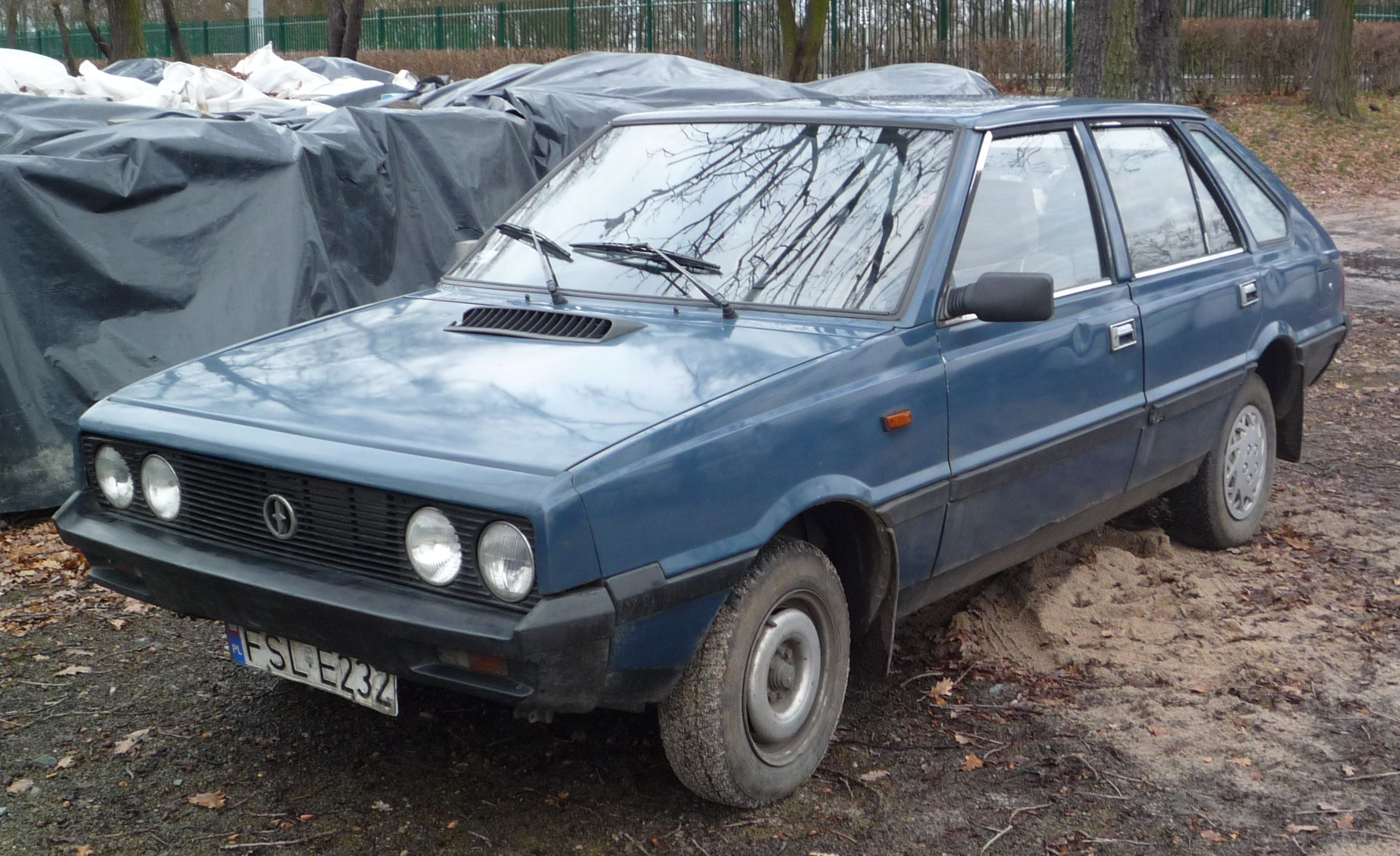
Polonez MR'89

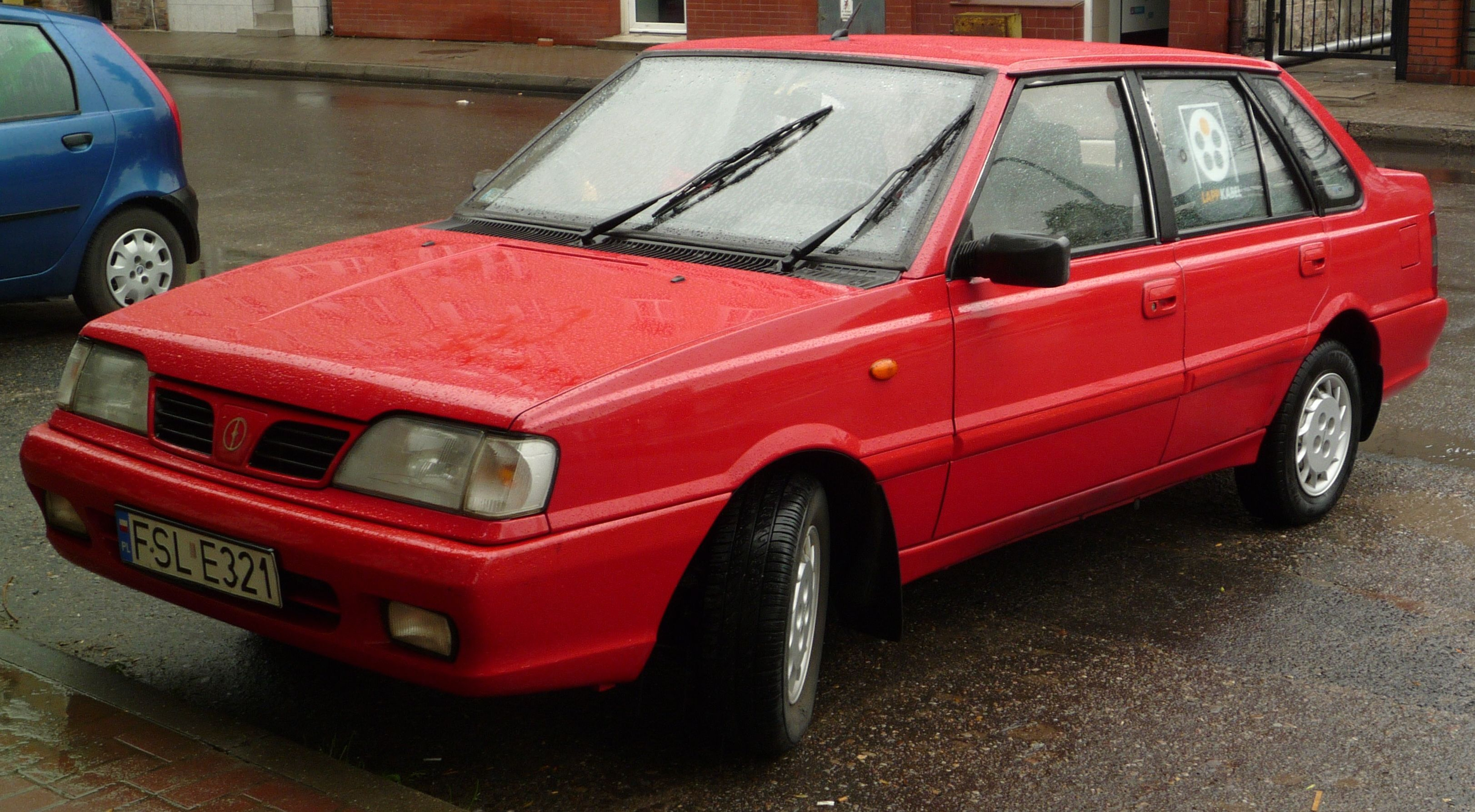
Polonez Atu Plus

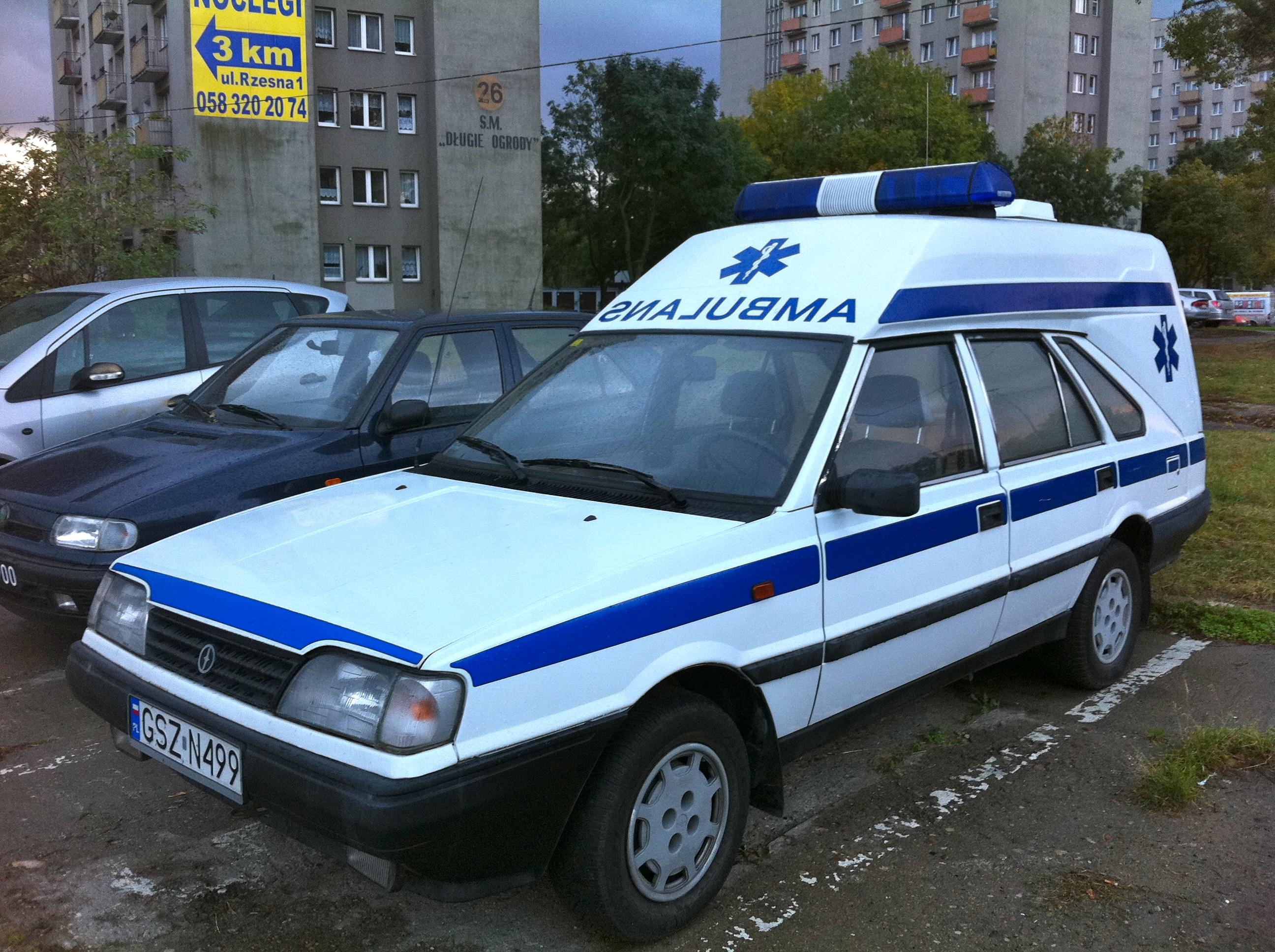
Polonez Cargo, sanitka

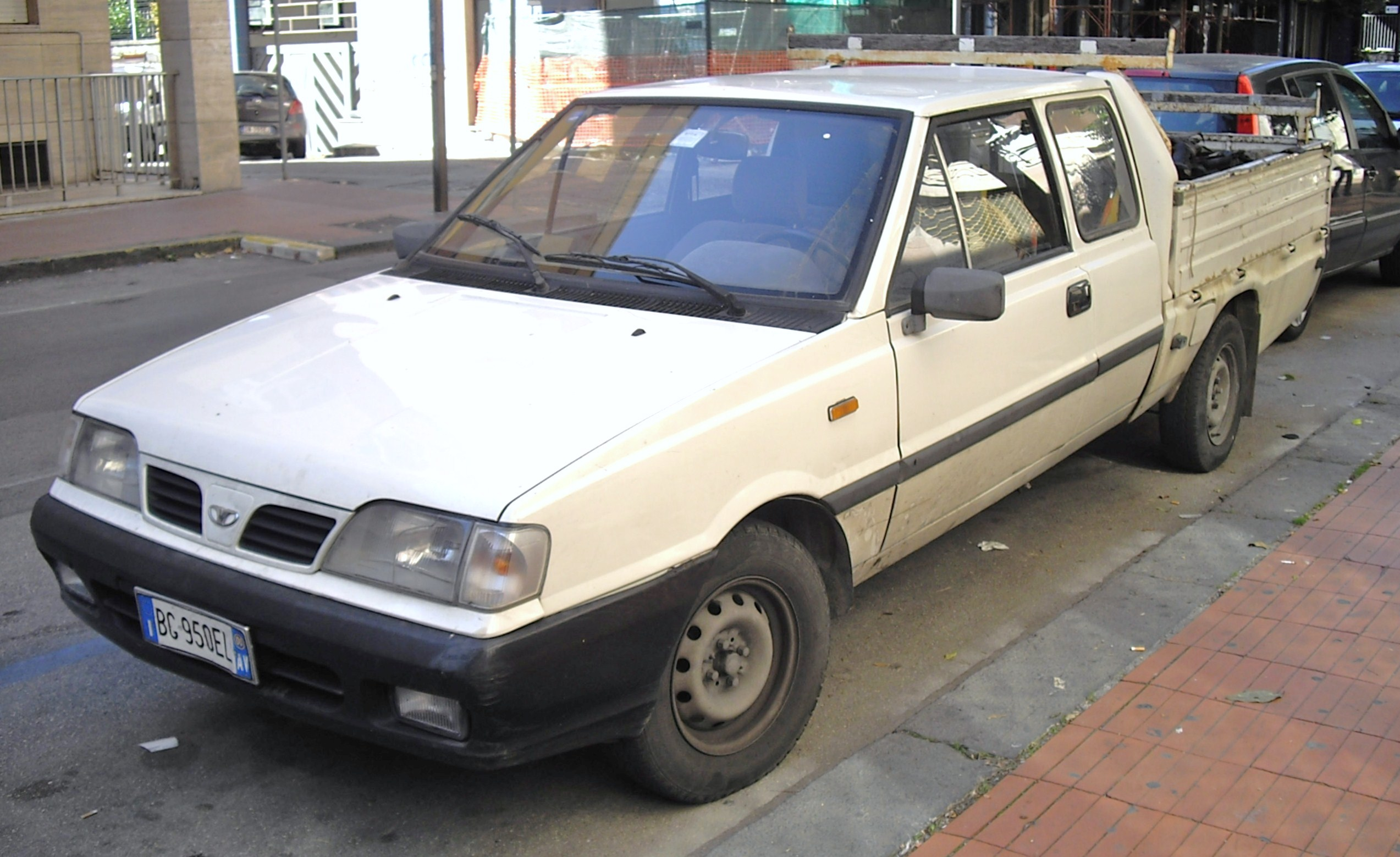
Polonez Truck Plus

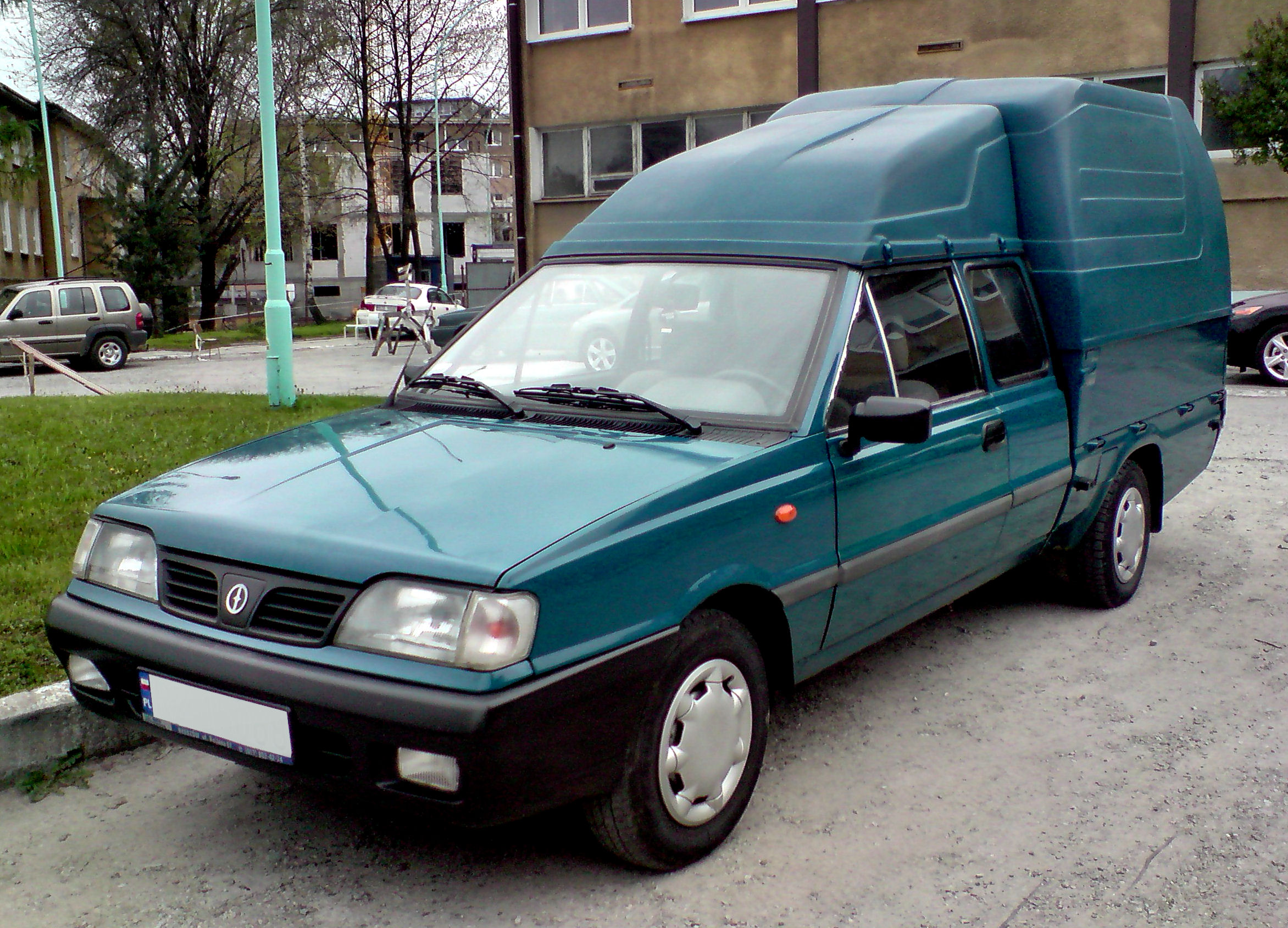
Polonez Truck Plus

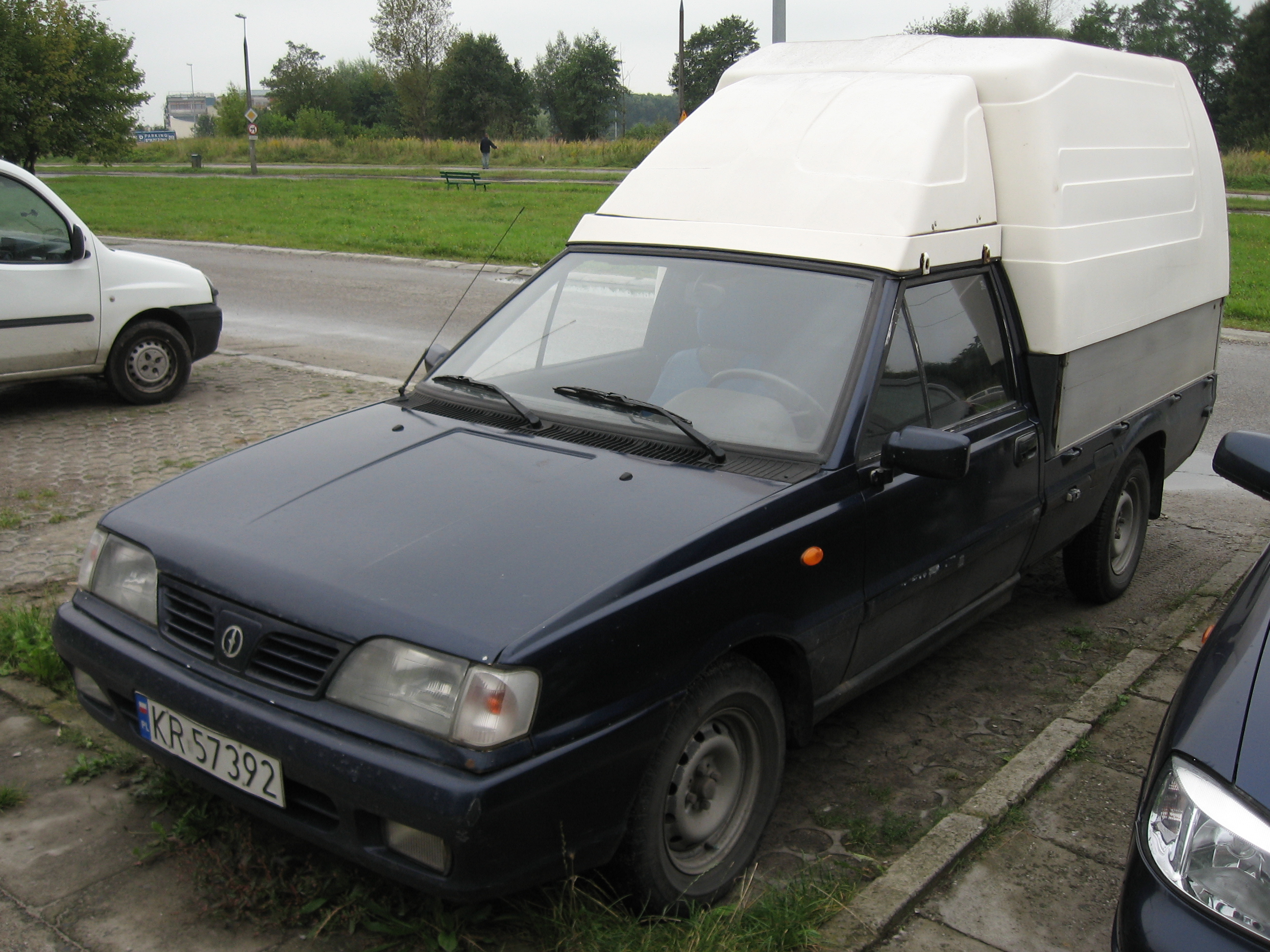
Polonez Truck Plus

Plánovaný pohon Polonezu silnějšími motory Fiat 132 pro novou etapu výroby se neuskutečnil pro krizi polského hospodářství, která propukla koncem 70. let a vyvrcholila povstáním dělníků loděnic v Gdaňsku v srpnu 1980. Scházely devizy na licenci i úpravy výrobní linky. Kvůli potížím v dodávkách se od října 1980 vyráběl Polonez Popular s ochuzenou výbavou označovaný "ekonomická verze". Modernizovaný Polonez v roce 1983 přejal notně zastaralé OHV motory 1,3 a 1,5 l. 11. února 1983 opustil továrnu 100 000. Polonez.
Produkce Fiatu 125p (roku 1983 přeznačeného na FSO 125p a na některých trzích prodávaného také jako FSO 1300 a FSO 1500), nebyla ukončena, ale pokračovala pro zájem polského trhu o vůz podobné velikosti, který bude levnější a lehčí než Polonez a s totožnými motory vykáže lepší spotřebu, dynamiku a při plném zatížení nižší opotřebení a poruchovost jinak přetížené hnací jednotky. Všechny změny prováděné na společně využívaných dílech musely být proto aplikovatelné na oba vozy, což dále výrobu prodražilo. Inovace Polonezu probíhají bez drahých karosářských změn.
Výrazný facelift roku 1986 opatřil Polonez bočními okénky v zadním sloupku, které zlepšily kritizovaný výhled dozadu a podstatně přispěly aktivní bezpečnosti vozu. Motor 1,5 l byl převrtán na 1,6 l, aby lépe odolával zatížení a udržel prodejnost Polonezu na Západě.
V roce 1988 převýšila výroba typu Polonéz výrobu vozů FSO 125p.
V roce 1989 získal Polonez zadní dveře prodloužené až k nárazníku. Několik stovek mělo motor Ford 2,0 l.
Celková produkce Polonezu byla v 80. letech malá, většina směřovala za nízkou cenu na západní trhy. Na domácím se soukromým majitelům obvykle prodával za západní valuty. Společensky byl vnímán výš než Fiat 125p (FSO 125p). Byl o cca třetinu dražší, ale náhradní díly měl levnější a snadněji dostupné. Pro stálý nedostatek vozů se až do roku 1990 v Polsku velmi rychle prodával. Zájem států RVHP o dovoz tohoto na jejich poměry moderního a prostorného vozu nebýval Polskem pro omezenou výrobu většinou vyslyšen.
Po ukončení výroby Fiatu 125p v úpravě pick-up byl v letech 1993–2001 vyráběn pick-up Polonez Cargo, eventuelně s laminátovou nástavbou karoserie jako sanitka nebo lehké užitkové vozidlo, vycházející z Polonezu Caro MR'93.
Crash test Polonezu v roce 1994 – náraz do betonové zdi v rychlosti 50 km/h, při kterém zůstaly všechny dveře otevíratelné, nikde neprosakoval benzín a nevyskytlo se žádné závažné nebezpečí pro cestující, umožnil dále prodej na náročných trzích.
Roku 1996 přibyla v nabídce verze Atu s karoserií sedan. Varianta kombi se přidala v letech 1999–2002 už pod společností Daewoo-FSO a k názvu modelů přibylo označení Plus. Roční produkce Polonezu se v 90. letech pohybovala do 100 000 kusů. Do roku 2002 bylo za 24 let celkem vyrobeno 1 061 807 vozů.
- počet vyrobených Polonezů / rok

K tomu ještě mnohé užitkové verze s pohonným ústrojím a nejrůzněji vzadu upravenou kabinou Polonezu s podvozkem Nysa různých rozvorů, vyráběné v letech 1988-2003 a nahrazující i dodávky Žuk.

## Karosářské verze
- Pětidveřový liftback
- Třídveřový liftback pro základní náhradu vozu Fiat 125p, potřeby trhu poopravily centrální plán (vyrobeno asi 300 ks)
- Coupe (vyrobeno asi 50 ks)
- Sedan (Polonez Atu, známý také jako FSO Celina)
- Pick-up (případně Polonez Truck s delší kabinou se 2 nebo 4 dveřmi a delším rozvorem nebo laminátovou nástavbou)
- Kombi (Daewoo Polonez Kombi)

## Závodní verze

### FSO Polonez 2000 Rally

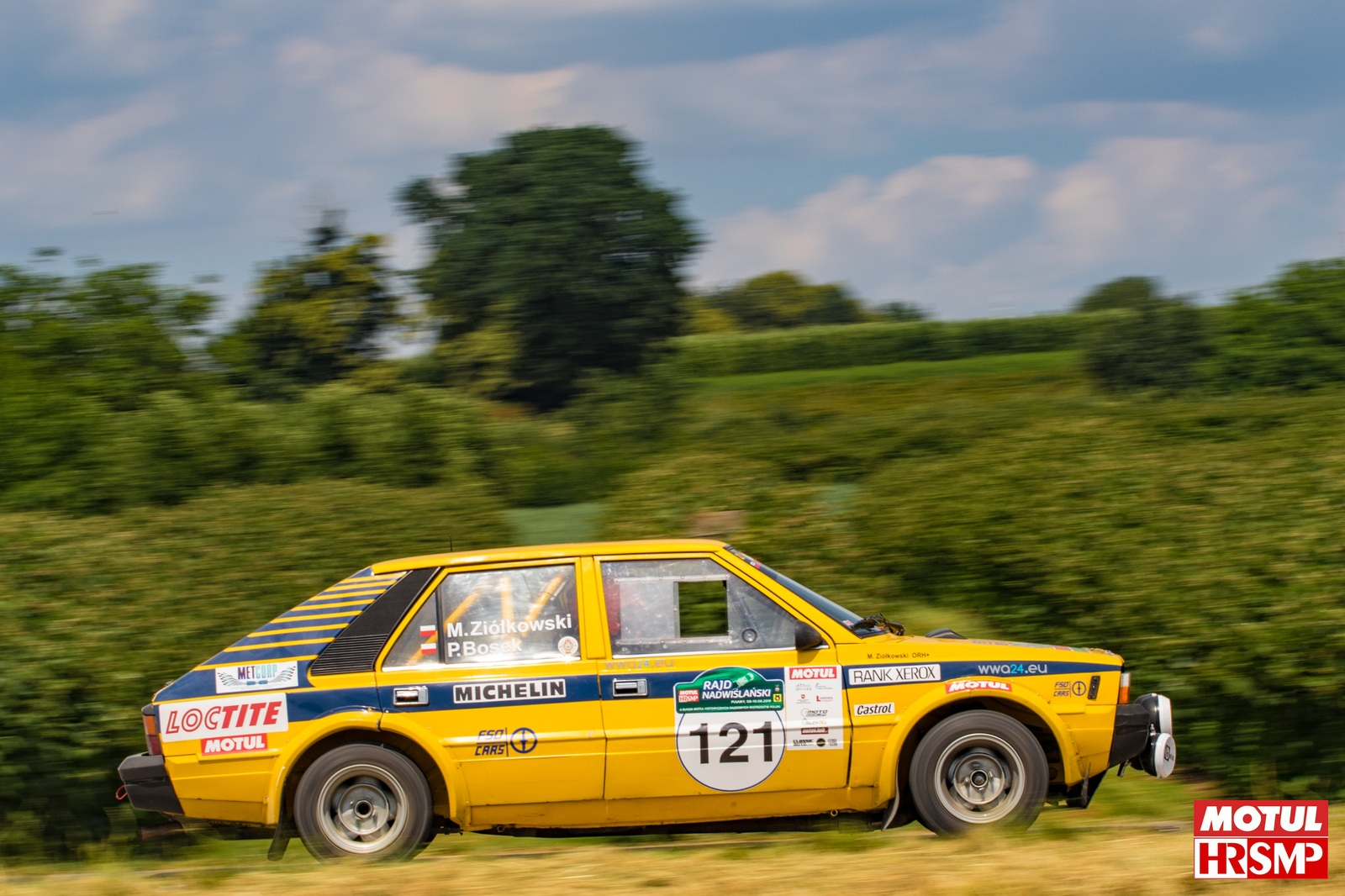
Polonez 2000 Rally

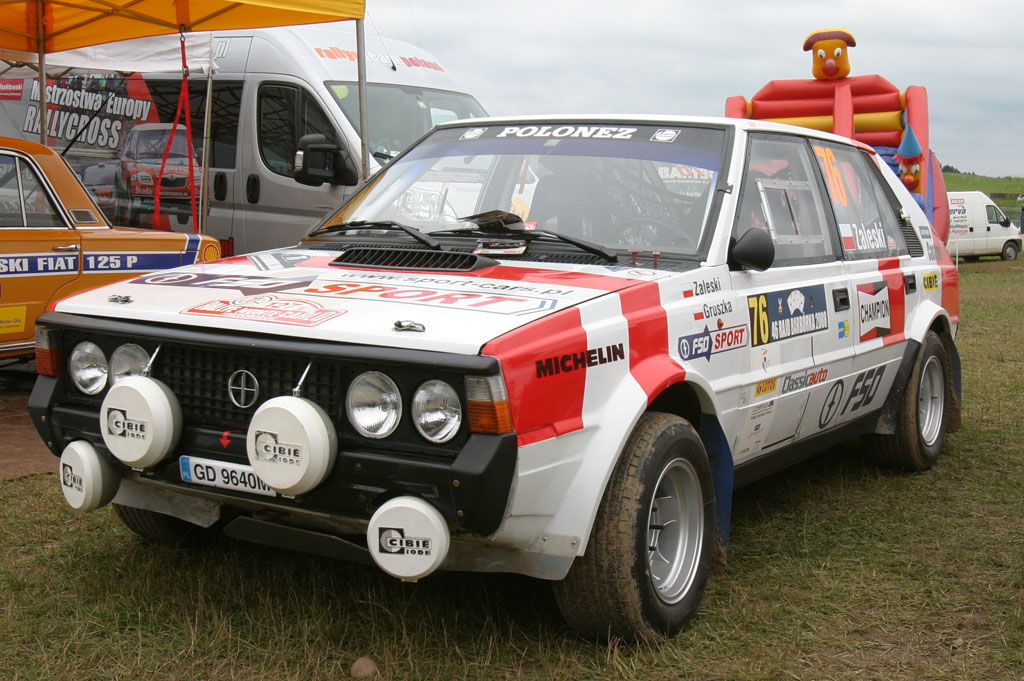
Polonez 2000 Rally

Závodní verze FSO Polonez 2000 Rally s motorem Fiat 132 2,0 l DOHC nedosáhla pro nadměrnou váhu vozu a poddimenzované brzdy potřebných úspěchů v motorsportu na Západě, do kterých Polsko mnoho investovalo. Na rozdíl od Fiatu 125p, který byl nositelem světových rychlostních vytrvalostních rekordů na 25 000 a 50 000 km a 30 000 mil i vítěz řady světoznámých závodů. Nejlepší mezinárodní úspěch Polonezu bylo desáté místo ve skupině na Rally Portugalsko 1980. Tisícikusovou sérii pro homologaci FIA ve skupině 4 a 2 zvětšiny odebraly pro nezájem trhů polské ozbrojené složky a vládní instituce.

### FSO StratoPolonez

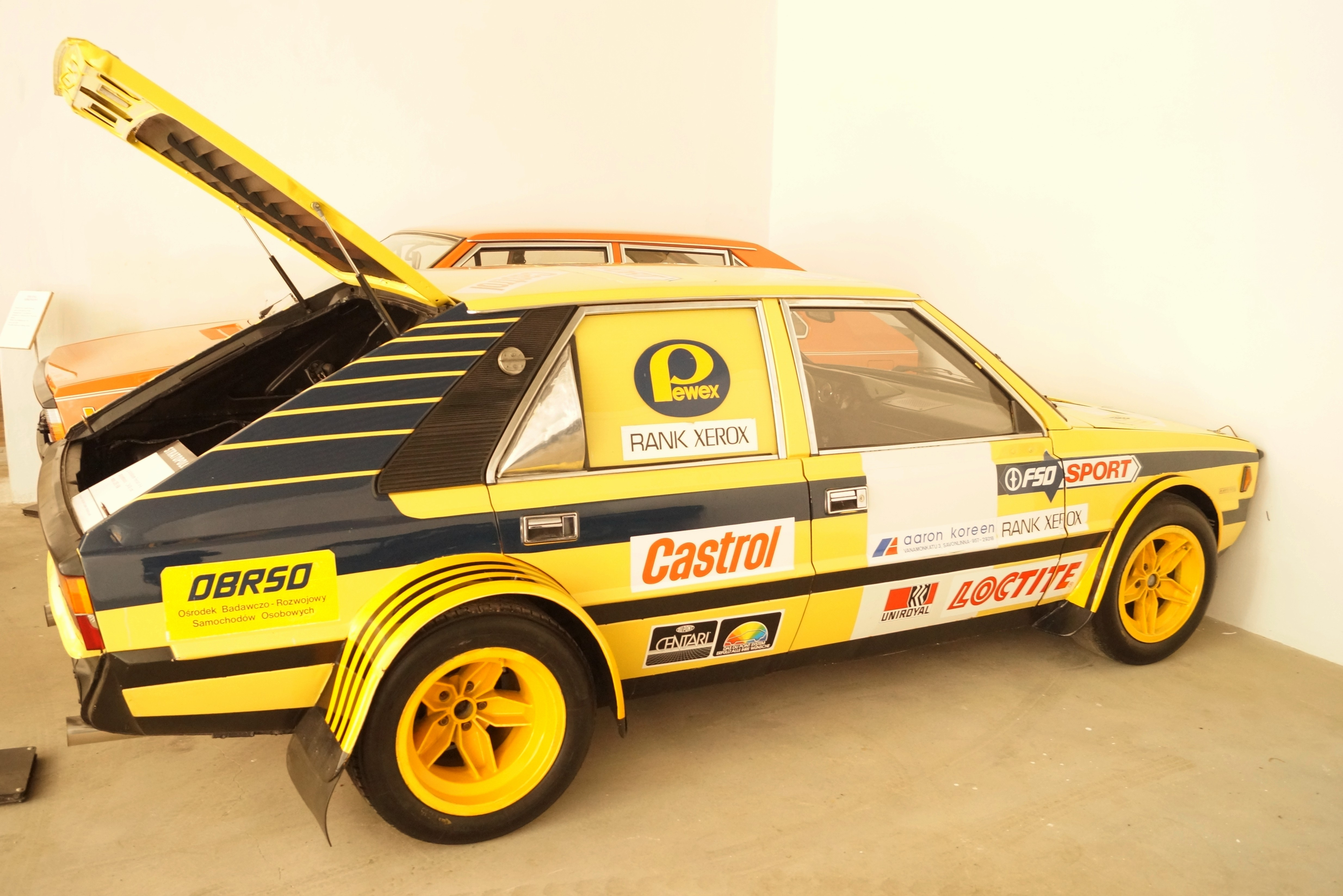
StratoPolonez

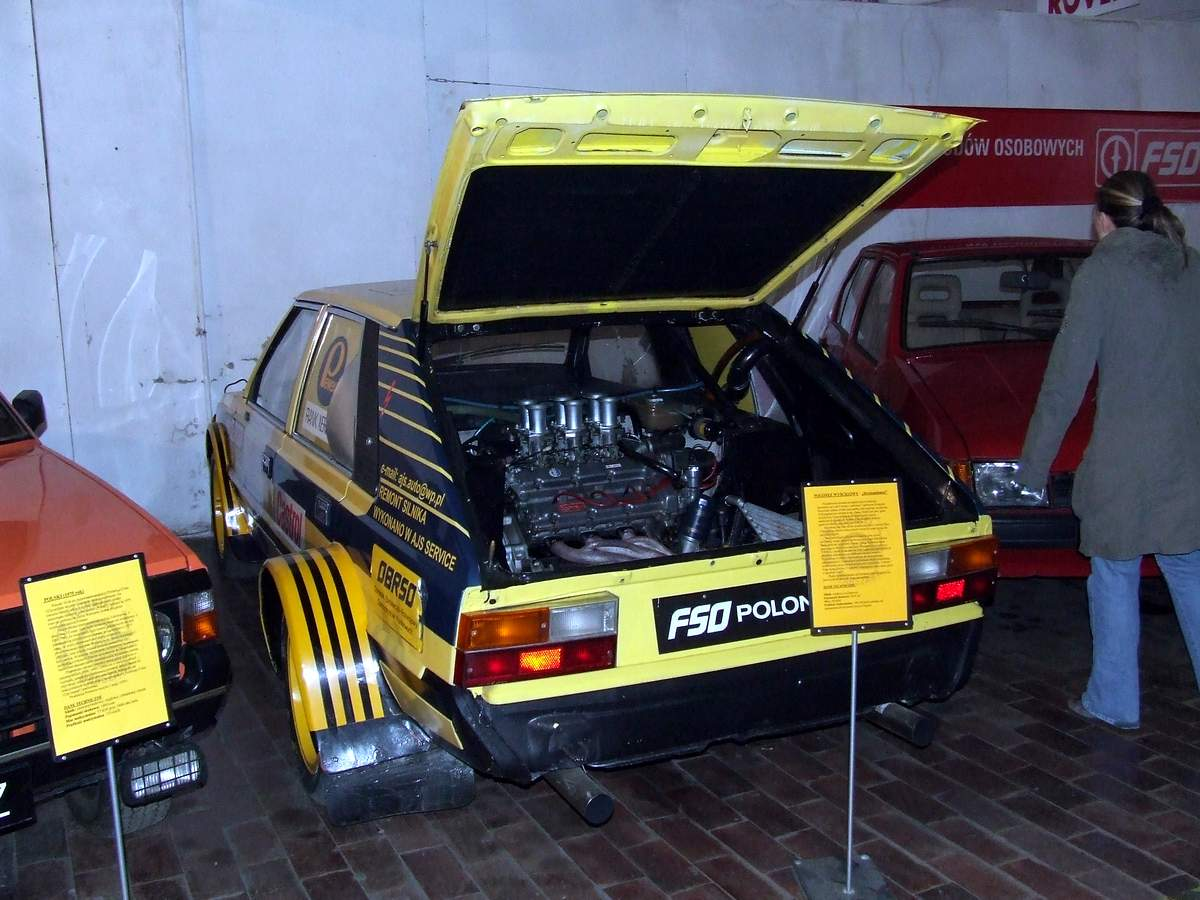
StratoPolonez

Jednalo se o speciál s motorem vzadu pro závody skupiny B. K pohonu sloužil motor Lancie Stratos z totální havárie polského rallye jezdce Andrzeji Jaroszewiczovi. Vůz nebyl homologován a prakticky nestartoval na zahraničních soutěžích a nezískal výrazný mezinárodní úspěch. Měl děsivé jízdní vlastnosti a často se převracel. Maximální rychlost byla cca 230 km/h.

## Významná data
Některé důležité momenty produkce:
- Květen 1978 začátek výroby, premiéra Polonezu 1500 a 1300
- 1979 FSO Polonez 2000, motor Fiat, DOHC, 1995 cm³, 82 kW (112 PS), pětistupňová převodovka, 175–180 km/h, 1000 vozů pro homologaci FIA
- 1980 třídveřové FSO Polonez 1500 a FSO Polonez 1300 (1980–1983)
- 1981 ochuzená verze Polonez Popular s označením "ekonomická verze"

- 1981 FSO Polonez Coupe 1.5 X s třídveřovou karoserií, 1481 cm³, 60 kW, 155-160 km/h
- 1983 MR'83, výroba verzí 1,3C, 1,3CE, 1,3 LE, 1,5C, 1,5CE, 1,5L, 1,5 LS, 1,5 LE, 2000
- 1984 FSO Polonez 2.0 D Turbo s italským motorem VM, 1995 cm³,62 kW, 145 km/h, vyrobeno asi 100 aut
- 1984 třídveřový FSO Polonez 2000 Turbo
- 1985 FSO Polonez MR'85, potažení přední masky ve stylu Polonez Coupe, nenákladnou úpravou vůz působí jako lehčí vozidlo
- 1986 MR'86, 1,6 LE, 1598 cc, 64 kW,160 km/h, místo plastových krytek na zadních sloupcích instalace okének
- 1987 MR'87, výroba verzí 1,3 SCE, 1,3 SLE, 1,5 SCE, 1,5 SLE, 1,6 SLE, 2,0 SLE
- 1987 FSO Polonez 1,5 SLE Turbo, 1481 cm³, 78 kW, 190 km/h
- 1987 FSO Polonez 1500 Turbo OHV AA, 1481 cm³, 140 kW, 220 km/h

- 1988 Prototypy sanitky a dodávky na základě Pickupu
- 1988 FSO Polonez Truck, dveře třídveřové verze
- 1989 FSO Polonez MR'89, zadní dveře zavazadlového prostoru prodloužené až k nárazníku, nová zadní světla, zadní stěrač umístěn vodorovně
- 1990 FSO Polonez 2,0 SLE, 77 kW, 170 km/h
- 1991 FSO Polonez Caro (MR'91), výrazná modernizace, aerodynamická příď s obdélníkovými světlomety ve stylu Peugeot 405
- 1991 FSO Polonez Caro 1,9 GLD, 1905 cm³, 50 kW, 150 km/h
- 1991 FSO Polonez Caro 1,6 GLE, 64 kW, 160 km/h
- 1991 FSO Polonez Caro 1,5 GLE, 60 kW, 155 km/h

- 1991 FSO Polonez Caro 2.0 GLE, 77 kW, 170 km/h
- 1992 FSO Polonez Truck 1,6 GLE, 1,6 GLI, 1,9 GLD
- prosinec 1993 FSO Polonez 1,4 GLI 16v, 1396 cm³, 76 kW, 180 km/h
- 1993 FSO Polonez Cargo (van)
- 1994 prototyp pick-up 4x4 Polonez Analog 1994 prototyp sedanu (Polonez Atu)
- 1994 prototypy Polonezu Kombi (STW)
- 1996 výroba FSO Polonez Atu 1,6 GLI
- 1996 FSO Polonez Atu 1,4 GLI 16v

- 1996 Ukončení výrovy Polonezu Caro 1,9 GLD
- 1997 Polonez Atu Plus, Caro Plus, Cargo Plus a Truck Plus
- 1999 Výroba Polonezu Kombi, poprvé byl představen na Poznaňském autosalonu
- 2001 Konec výroby Polonez Cargo Plus
- Duben 2002 Konec výroby
- 2003 Konec výroby Polonez Truck Plus